# Simulium venustum
Simulium venustum Say es una especie de insecto del género Simulium, familia Simuliidae, orden Diptera.

## Descripción
Larvas marrones, una sola generación al año (univoltina).
Es una especie de importancia médica por su capacidad de picar al ser humano.

## Taxonomía
Fue descrita científicamente por Say, 1823. Fue publicada en Descriptions of dipterous insects of the United States.